# Liên minh các Lực lượng Dân tộc, Dân chủ và Hòa bình Việt Nam
Liên minh các Lực lượng Dân tộc, Dân chủ và Hòa bình Việt Nam (tiếng Anh: Alliance of National Democratic and Peaceful Forces of Vietnam, ANDPFVN) là một tổ chức được thành lập sau sự kiện Tết Mậu Thân vào ngày 20 tháng 4 năm 1968 tại phía bắc Tây Ninh. Tổ chức này tập hợp "đại diện các nhân sĩ, bác sĩ, nhà giáo, nhà văn, nhà báo, người tu hành, sinh viên, tư sản dân tộc, sĩ quan và công chức trong quân đội và chính quyền miền Nam".

## Vai trò
Đây là một chủ trương chiến thuật của phía Việt Nam Dân chủ Cộng hòa nhằm để tạo ra một tổ chức "đệm" giữa Mặt trận Dân tộc Giải phóng miền Nam Việt Nam và các thế lực chính trị khác  ở miền Nam Việt Nam, nhưng không phải là "lực lượng thứ ba", nhằm tranh thủ tất cả những ai tán thành độc lập dân tộc, chủ nghĩa cộng sản, trung lập và hòa bình, nhằm "làm cho kẻ thù bị cô lập cao độ".
Tổ chức này chủ yếu nhằm thu hút người dân thành thị khi Quân giải phóng tấn công vào các thành phố với lập trường dân tộc và trung lập (không hề công khai là chủ nghĩa xã hội và chủ nghĩa cộng sản). Lá cờ tổ chức này (chứ không phải cờ Mặt trận) được Quân giải phóng treo trên đỉnh Cột cờ Thành nội Huế và cột cờ tỉnh đường Thừa Thiên khi chiếm Huế trong chiến dịch Tết Mậu thân 1968.

## Tôn chỉ - Lãnh đạo
Mục đích của Liên minh là đòi độc lập cho dân tộc, đòi dân chủ và hòa bình cho Việt Nam, do Luật sư Trịnh Đình Thảo lãnh đạo, Hòa thượng Thích Đôn Hậu và Kỹ sư Lâm Văn Tết đồng Phó Chủ tịch. Tổng thư ký Tôn Thất Dương Kỵ, Phó Tổng thư ký Dương Quỳnh Hoa, Hoàng Trọng Quỳ, Lê Hiếu Đằng, ủy viên thường vụ: Nguyễn Văn Kiết, Huỳnh Văn Nghị, Trần Triệu Luật, Trần Quang Long, ngoài ra ban lãnh đạo có Nguyễn Văn Kỵ, Lê Văn Hảo, Nguyễn Đình Chi.
Liên minh chủ trương trung lập và mang xu hướng dân tộc yêu nước, giảm bớt chủ nghĩa xã hội và chủ nghĩa cộng sản (so với phía Mặt trận Dân tộc Giải phóng Miền Nam Việt Nam). Liên minh được thành lập với mục đích đoàn kết các cá nhân và tổ chức chống Mỹ và chế độ Việt Nam Cộng hòa, mà không thuộc xu hướng cộng sản . Theo đó Liên minh sẽ quy tụ phong trào đấu tranh yêu nước của giới sinh viên, học sinh, trí thức, đồng bào tôn giáo, công nhân, thương gia, nhân sĩ dân chủ tại các đô thị miền Nam. Ngoài ra cũng đẩy mạnh công tác binh vận, làm cho binh lính, nhất là sĩ quan ngụy, bỏ hàng ngũ về nhà làm ăn; mang vũ khí chạy sang hàng ngũ ta; chống lệnh cấp trên, làm nội ứng hoặc binh biến...

## Lịch sử
Nghị quyết Hội nghị lần thứ 14 của Trung ương Đảng tháng 1 năm 1968 chỉ rõ: Để triệt để cô lập đế quốc Mỹ và bè lũ Thiệu - Kỳ, để phân hoá địch đến mức cao nhất, tập hợp thêm những lực lượng, những cá nhân có tinh thần chống Mỹ và Thiệu - Kỳ và tranh thủ các tầng lớp trung gian ở các thành thị, đồng thời tranh thủ được sự đồng tình và ủng hộ rộng rãi hơn nữa ở ngoài nước, trong cao trào cách mạng của quần chúng, cần thành lập một Mặt trận thứ hai bên cạnh Mặt trận Dân tộc Giải phóng, lấy một tên thích hợp với cương lĩnh rộng rãi hơn Cương lĩnh chính trị của Mặt trận Dân tộc Giải phóng. Mặt trận thứ hai này sẽ giữ thái độ độc lập đối với Mặt trận dân tộc Giải phóng miền Nam, nhưng tuyên bố thực hiện liên minh với Mặt trận Dân tộc Giải phóng và tất cả những người muốn phấn đấu cho miền Nam Việt Nam có độc lập, chủ quyền, dân chủ, hoà bình và trung lập.
Bộ Chính trị trong điện mật gửi Phạm Hùng (TW Cục MN), Võ Chí Công (Khu ủy V), Trần Văn Quang (Khu ủy Trị Thiên - khi đó là Bí thư, tháng 11 Hoàng Anh thay Trần Văn Quang) ngày 21/1/1968 đã xác định tên tổ chức, đấu tranh thực hiện các khẩu hiệu: "Độc lập - chủ quyền", "Tự do-Dân chủ", "Hòa bình - trung lập", "Cơm áo - ruộng đất", "Mỹ rút quân", "Thành lập chính phủ liên hiệp dân tộc", "Lập quan hệ bình thường giữa hai miền Nam Bắc, tiến tới thống nhất Tổ quốc", độc lập và liên minh với Mặt trận Dân tộc Giải phóng miền Nam Việt Nam và những người muốn cho Miền Nam có chủ quyền, độc lập, dân chủ, hòa bình và trung lập, đồng thời xác định cờ của tổ chức và lập chính quyền cách mạng trong tương lai, mặt trận này thành lập chủ yếu ở các thành phố.
Trong ngày 20 và 21 tháng 4 năm 1968, tại bắc Tây Ninh đã chính thức diễn ra Đại hội thành lập Liên minh các lực lượng dân tộc, dân chủ, hòa bình miền nam Việt Nam. Đại hội đã ra Tuyên ngôn cứu nước và Cương lĩnh hành động của Liên minh. Đại hội sau nhiều lần hiệp thương, đã chính thức bầu luật sư Trịnh Đình Thảo làm Chủ tịch, Kỹ sư Lâm Văn Tết và Hòa thượng Thích Đôn Hậu làm Phó Chủ tịch, và Giáo sư Tôn Thất Dương Kỵ làm Tổng Thư ký .
Tổ chức này được thành lập ở cấp địa phương, Sài Gòn, Thừa Thiên - Huế, Trung Trung Bộ tháng 1 năm 1968... Sau khi thành lập Liên minh các Lực lượng Dân tộc, Dân chủ và Hòa bình Việt Nam, Liên minh ở Huế mới thành lập và gia nhập vào tháng 6 năm 1968. Liên minh làm nhiệm vụ chủ yếu ở các thành thị Miền Nam. Lá cờ của Liên minh lần đầu tiên xuất hiện công khai tại Huế khi Quân giải phóng chiếm thành phố này trong tổng tiến công năm 1968 
Chủ trương ban đầu của Đảng là Liên minh này sẽ liên kết với Mặt trận để tạo đa số giành được thắng lợi trong cuộc tổng tuyển cử tự do dự kiến tại Nam Việt Nam. Nhưng sau đó tình hình không thuận lợi, do đó Liên minh với Mặt trận thành lập Chính phủ Cách mạng Lâm thời để tạo một địa vị pháp lý cao hơn cho đàm phán tại Paris. Ban lãnh đạo Đảng Lao động Việt Nam hy vọng lực lượng này có thể thu hút sự ủng hộ của những người có lập trường chống Mỹ và Việt Nam Cộng hòa nhưng lo ngại Cộng sản ở Miền Nam chi phối Mặt trận.

## Hoạt động
Ngày 8 tháng 6 năm 1969 Liên minh kết hợp với Mặt trận Dân tộc Giải phóng miền Nam Việt Nam thành lập chính quyền Cộng hòa miền Nam Việt Nam.
Hội nghị ngày 20 tháng 4 năm 1972 được tổ chức giữa Liên minh các Lực lượng Dân tộc, Dân chủ và Hòa bình và Mặt trận Dân tộc Giải phóng Miền Nam Việt Nam. Tham gia có Trịnh Đình Thảo (Chủ tịch Liên minh), Lâm Văn Tết (Phó Chủ tịch Liên minh), Trương Như Tảng (Phó Chủ tịch Liên minh ở Sài Gòn - Chợ Lớn - Gia Định), Tôn Thất Dương Kỵ (Tổng Thư ký), Dương Quỳnh Hoa (Phó Tổng Thư ký), Thanh Nghị (Phó Tổng Thư ký), Lữ Phương (Ủy viên Trung ương Liên minh), Hồ Hữu Nhựt (Tổng Thư ký Liên minh ở Sài Gòn - Chợ Lớn - Gia Định), Lê Văn Giáp (Chủ tịch Liên minh ở Sài Gòn- Chợ Lớn- Gia Định), Lucien Phạm Ngọc Hùng (Ủy viên Thường vụ Liên minh ở Sài Gòn - Chợ Lớn - Gia Định), Vân Trang (Phó Tổng Thư ký ở Sài Gòn - Chợ Lớn - Gia Định), cùng với các thành viên khác như Thiên Giang, Trần Kim Bảng, đại diện cho sinh viên có Trần Thị Tú, Lê Quang Lộc... cùng nhiều đại diện của Mặt trận Dân tộc Giải phóng Miền Nam như Phùng Văn Cung, Thích Thiện Hảo...
Tháng 12 năm 1972 tổ chức này và Mặt trận giải phóng tổ chức hội nghị kết nối. Radio Mặt trận Dân tộc Giải phóng Miền Nam công bố ngày 19-12-1972 thì Đoàn Chủ tịch Trung ương Mặt trận (thống nhất giữa Mặt trận Dân tộc Giải phóng Miền Nam, Liên minh các Lực lượng Dân tộc, Dân chủ và Hòa bình Việt Nam và Cộng hòa Miền Nam Việt Nam) gồm có: 
- Nguyễn Hữu Thọ: Chủ tịch Mặt trận, kiêm Chủ tịch Hội đồng Cố vấn Cộng hòa Miền Nam Việt Nam (tương đương Chủ tịch nước)
- Trịnh Đình Thảo: Chủ tịch Liên minh
- Huỳnh Tấn Phát: Chủ tịch Chính phủ Cách mạng Lâm thời Cộng hòa Miền Nam Việt Nam (tương đương Thủ tướng)
- Võ Chí Công: Phó Chủ tịch Mặt trận, kiêm đại diện của Đảng Nhân dân cách mạng Việt Nam (được xem là một nhánh của Đảng Lao động Việt Nam)
- Y Bih Aleo: Phó Chủ tịch Mặt trận, kiêm Chủ tịch Phong trào Các Dân tộc Tự trị Tây Nguyên
- Phạm Xuân Thái: Ủy viên Đoàn Chủ tịch Mặt trận, kiêm Chủ tịch Liên hiệp Lao động Giải phóng
- Nguyễn Hữu Thế: Ủy viên Đoàn Chủ tịch Mặt trận, kiêm Chủ tịch Hội Nông dân Giải phóng
- Nguyễn Thị Định: Ủy viên Đoàn Chủ tịch Mặt trận, kiêm Chủ tịch Hội Phụ nữ Giải phóng và Phó Tư lệnh Quân Giải phóng Miền Nam
- Hòa thượng Thích Thiện Hảo: Ủy viên Đoàn Chủ tịch Mặt trận, kiêm Chủ tịch Hội Lục hòa Phật tử
- Ngọc đầu sư Nguyễn Văn Ngợi: Ủy viên Đoàn Chủ tịch Mặt trận, và đại diện Đạo Cao Đài
- Trần Bạch Đằng: Ủy viên Đoàn Chủ tịch Mặt trận, kiêm Chủ tịch Hội Liên hiệp Thanh niên Giải phóng
- Joseph Marie Hồ Huệ Ba: Ủy viên Đoàn Chủ tịch Mặt trận, kiêm Chủ tịch Hội Những người Công giáo kính Chúa yêu nước
- Huỳnh Văn Trí: thành viên Hội đồng Cố vấn Cộng hòa Miền Nam Việt Nam, và đại diện Phật giáo Hòa Hảo
- Ung Ngọc Kỳ: đại diện Đảng Dân chủ Miền Nam Việt Nam (một nhánh của Đảng Dân chủ Việt Nam)
- Nguyễn Ngọc Thương: đại diện Đảng Xã hội Cấp tiến Miền Nam Việt Nam (một nhánh của Đảng Xã hội Việt Nam)

## Hợp nhất vớiMặt trận Tổ quốc Việt Nam
Sau khi Việt Nam thống nhất, sự thống nhất và toàn vẹn của một quốc gia đòi hỏi hợp nhất 3 tổ chức Mặt trận. Nhằm đáp ứng yêu cầu của giai đoạn mới, Đại hội các Mặt trận tại Việt Nam họp từ 31/1/1977 đến 4/2/1977 tại thành phố Hồ Chí Minh đã thống nhất ba tổ chức Mặt trận ở hai miền Nam Bắc Việt Nam (Mặt trận Tổ quốc Việt Nam, Mặt trận Dân tộc Giải phóng miền Nam Việt Nam và Liên minh các lực lượng Dân tộc Dân chủ và Hòa bình Việt Nam) thành một tổ chức Mặt trận duy nhất lấy tên là Mặt trận Tổ quốc Việt Nam.